# 蓝婴综合症
蓝婴综合症（blue baby syndrome）又称青紫婴儿症、发绀婴儿症、蓝婴症，是指婴儿因先天性心脏缺损或後天性缺氧，血含氧量較正常人低，造成发绀现象。因患儿身体呈蓝紫色而得名。

## 發病原因

### 先天性
青紫型先天性心脏病包括：
- 肺动脉闭锁
- 肺动脉瓣狭窄（英语：Pulmonary valve stenosis）
- 大动脉转位
- 三尖瓣闭锁
- 法洛四联症
- 永存動脈幹（英语：Truncus arteriosus）
- 肺静脉异位引流（英语：Anomalous pulmonary venous connection）
- 全肺靜脈回流異常

### 後天性
- 飲水或食物中含有過多的硝酸鹽類。因為硝酸鹽代謝成亞硝酸，會和血紅素結合，降低血紅素攜帶氧氣的功能，造成缺氧。

## 外部連結
- Blue Baby Operation （页面存档备份，存于）